# Институт за јавно здравље „Др Милан Јовановић Батут”
 Институт за јавно здравље „Др Милан Јовановић Батут” је завод основан ради заштите и унапређења здравља становника Србије. Налази се на адреси Др Суботића Старијег 5 у општини Савски венац у Београду.

## Опште информације
Историја оснивања и развој мера, служби и институција превентивне здравствене заштите који су предходили оснивању Централног хигијенског завода (1924. године), одражава развој схватања стручњака и других меродавних фактора у земљи, а који настају у периоду општег напретка после завршетка Првог светског рата.
После оснивања мреже сталних бактериолошких станица и епидемиолошких завода у Југославији, Стална епидемиолошка комисија (1919. година), чији је први председник био др Милан Јовановић Батут, ставила је себи у задатак оснивање и организацију рада централне превентивне медицинске установе – Централни хигијенски завод, ради повезивања и координације разгранате мреже бактериолошких станица и епидемиолошких завода.
Оснивањем ове установе, поред поменуте Комисије, бавило се и тада веома активно Хигијенско одељење Министарства народног здравља, чији је начелник био др Андрија Штампар.
У међувремену, док су доношене коначне одлуке за оснивање Централног хигијенског завода, основана је Стална бактериолошка станица у Београду за чијег шефа је 1922. године постављен Стеван Иванић. Ова станица била је језгро будућег Централног хигијенског завода. Појава маларије, од које је 1919. године боловало око 1,5 милион лица у целој земљи, захтевала је посебну установу. Тако је дошло до оснивања Лабораторије за тропске болести 1922. године. Ово је била друга установа која је касније ушла у састав Централног хигијенског завода, као његово Паразитолошко одељење.
У извршењу својих задатака, Министарство народног здравља почело је од самог почетка да се бави питањем здравственог просвећивања народа. Осим тога, Министарство је узело у свој програм и све статистичке послове и социјално-медицинска испитивања, па су тако постављени темељи и овом значајном и тешком послу, који је у послератним приликама био нарочито сложен. Да би се омогућила стручна обрада разних социјално-медицинских проблема 20. марта 1923. године основан је Институт за социјалну медицину, као самостална установа. Ово је била трећа установа која је ушла у састав Централног хигијенског завода који је основан у Београду 1924. године.
Зграда је сазидана трошком од 9 милиона динара из државног буџета. Почетком 1925. године, Рокфелерова фондација одобрила је и поклонила 2 милиона динара „за уређаје Централног епидемиолошког завода у Београду".
У периоду од 1941 до 1951. године Завод је прошао кроз изузетно тешке ратне године и период послератне обнове. Почетком педесетих година новонастали Хигијенски институт НР Србије добија своју јасну форму и даље се развија проширујући своје делатности.
Завод за здравствену заштиту Социјалистичке Републике Србије оснива се 1961. године и даљим развојем еволуира у Институт за јавно здравље Србије који носи име др Милана Јовановића Батута. Данас, Институт за јавно здравље Србије, заједно са 23 окружна института и завода за јавно здравље, има водећу улогу у систему јавног здравља у Републици Србији, односно у спровођењу јавноздравствених функција и услуга.
У структури укупно 245 запослених, најзаступљенији је високообразовани кадар (147, од тога 119 са високом и 28 са вишом стручном спремом) који чини преко половине укупног броја запослених. Од 119 запослених са високом стручном спремом 67 је лекара, од чега су 58 специјалисти одговарајуће гране медицине из области делатности Института, а 52 су здравствени сарадници различитих профила. Међу запосленима је 14 доктора наука и 16 магистара наука.
Развој Института карактеришу интензивне активности у оквиру здравствене, научноистраживачке и образовне делатности.
Јачањем сопствених капацитета Институт за јавно здравље Србије је данас оспособљен за учествовање у пројектима који су, у највећем броју, они које реализује Министарство здравља Републике Србије уз финансијску и стручну помоћ међународних организација.
Међународна сарадња Института за јавно здравље Србије одвија се са многобројним организацијама: Светском здравственом организацијом (СЗО), УНИЦЕФ-ом, Светском банком (СБ), Европском комисијом (ЕК), Међународним комитетом Црвеног крста (МКЦК), Канадском међународном агенцијом за развој, Глобалним фондом за борбу против сиде, туберкулозе и маларије, Програмом Уједињених нација за развој, Удруженим програмом Уједињених нација за ХИВ/АИДС, Лондонском школом за хигијену и тропску медицину, Националним институтом за здравље Италије. Институт за јавно здравље је 2007. године постао и члан Међународног удружења национаних института за јавно здравље (ИАНПХИ), као и Европског удружења за здравствени менаџмент.

## Историјат
- 13. маја 1919. године основана је Стална епидемијска комисија Министарства за здравље чиме је установљен и организован наџор над хигијенским приликама и заразним болестима у Краљевини Срба, Хрвата и Словенаца. Први председник је био др Милан Јовановић Батут.
- 1922–1923. године основани су: Бактериолошка станица у Београду, Лабораторија за тропске и паразитарне болести и Институт за социјалну медицину који представљају језгро будућег Централног хигијенског завода.
- 1924. године основан је Централни хигијенски завод.
- 1945. године, по завршетку Другог светског рата у згради Централног хигијенског завода формирани су: Савезни епидемиолошки институт, Савезни хигијенски институт и Бактериолошко-епидемиолошки завод Србије.
- 1951. године основан је Хигијенски институт Народне Републике Србије.
- 1961. године Хигијенски институт НР Србије постао је Завод за здравствену заштиту Социјалистичке Републике Србије и поверена му је и функција Републичког здравственог центра.
- 1979. године Завод за здравствену заштиту СР Србије постао је Завод за заштиту здравља Србије „Др Милан Јовановић Батут".
- 1997. године постао је Институт за заштиту здравља Србије „Др Милан Јовановић Батут".
- 2006. године постао је Институт за јавно здравље Србије „Др Милан Јовановић Батут".[2]